# Przemysław Piątek
Przemysław Piątek (ur. 4 lipca 1968 w Prudniku) – polski prawnik, prokurator Prokuratury Krajowej w stanie spoczynku, doktor nauk prawnych. W latach 2006–2007 Zastępca Prokuratora Generalnego. Pracownik naukowy Oddziałowego Biura Badań Historycznych Instytutu Pamięci Narodowej Oddziału w Katowicach.

## Życiorys
Po ukończeniu studiów pracował w Prokuraturze Rejonowej w Rudzie Śląskiej w charakterze aplikanta. W 1994 zdał egzamin prokuratorski. W 1998 został oddelegowany do Wydziału Postępowania Sądowego Prokuratury Okręgowej w Katowicach. W 1999 został powołany na stanowisko Prokuratora Prokuratury Okręgowej w Katowicach. W 2000 został powołany na stanowisko prokuratora Oddziałowej Komisji Ścigania Zbrodni przeciwko Narodowi Polskiemu w Katowicach, gdzie prowadził śledztwa w sprawach o zbrodnie komunistyczne i zbrodnie przeciwko ludzkości, m.in. w sprawie kierowania zabójstwem ks. Jerzego Popiełuszki. Funkcję tę pełnił do końca sierpnia 2006.
1 września 2006 został zastępca Prokuratora Generalnego RP. Funkcję tę pełnił wówczas Zbigniew Ziobro.
W związku ze stwierdzeniem rażącego naruszenia prawa w wyroku dotyczącymZbigniewa Stonogi w 2006 roku skierował w tej sprawie kasację do Sądu Najwyższego.
Piątek pełnił urząd Zastępcy Prokuratora Generalnego pełnił do 15 listopada 2007, kiedy to również odwołano Beatę Kempę, Sławomira Kłosowskiego, Andrzeja Dudę i Bartłomieja Grabskiego z ich stanowisk. W 2007 był członkiem Rady Programowej Krajowego Centrum Szkolenia Kadr Sądów Powszechnych i Prokuratury.
Autor monografii dotyczącej tortur śledczych w pierwszej dekadzie Polski Ludowej pt. „Przestępcze wymuszenie zeznań w postępowaniach przygotowawczych prowadzonych przez organy bezpieczeństwa publicznego w latach 1944-1956. Studium kryminologiczno – prawne”. Współautor (wraz z Tomaszem Kurpierzem) monografii dotyczącej zwalczania antykomunistycznego podziemia zbrojnego na Podbeskidziu pt. „Dobić wroga” oraz wydanego przez Uniwersytet Śląski podręcznika dla studentów administracji pt. „Postępowanie karne. Dynamika postępowania”. Autor i współautor licznych artykułów i glos z zakresu prawa karnego materialnego, procesowego, kryminologii, kryminalistyki i historii prawa, także z zakresu postępowania administracyjnego. Był także redaktorem nr 1 zbioru „Zbrodnie Przeszłości”, a także autorem i współautorem kilkunastu artykułów (ORCID 0000-0002-0936-8018).
Po przejściu w stan spoczynku nauczyciel akademicki (m.in. zajęcia z prawa karnego materialnego, procesowego i prawa wykroczeń) w Wyższej Szkole Finansów i Prawa w Bielsku – Białej i na Wydziale Prawa i Administracji Uniwersytetu Śląskiego. W latach 2012-2023 wykładowca Ośrodka Szkolenia Wstępnego, a następnie Ośrodka Aplikacji Prokuratorskiej Krajowej Szkoły Sądownictwa i Prokuratury w Krakowie, gdzie prowadził zajęcia dla aplikantów prokuratorskich..